# キクベ県
キクベ県（キクベけん、英語: Kikuube DistrictまたはKikube）は、ウガンダ西部地域の県のひとつ。伝統的にはブニョロ地方に属している。
2018年にホイマ県より分離。人口は約27万人（2014年国勢調査）。

## 隣接する県
- ホイマ県
- キャンクァンジ県
- カクミロ県
- カガディ県
- ントロコ県